# 木華

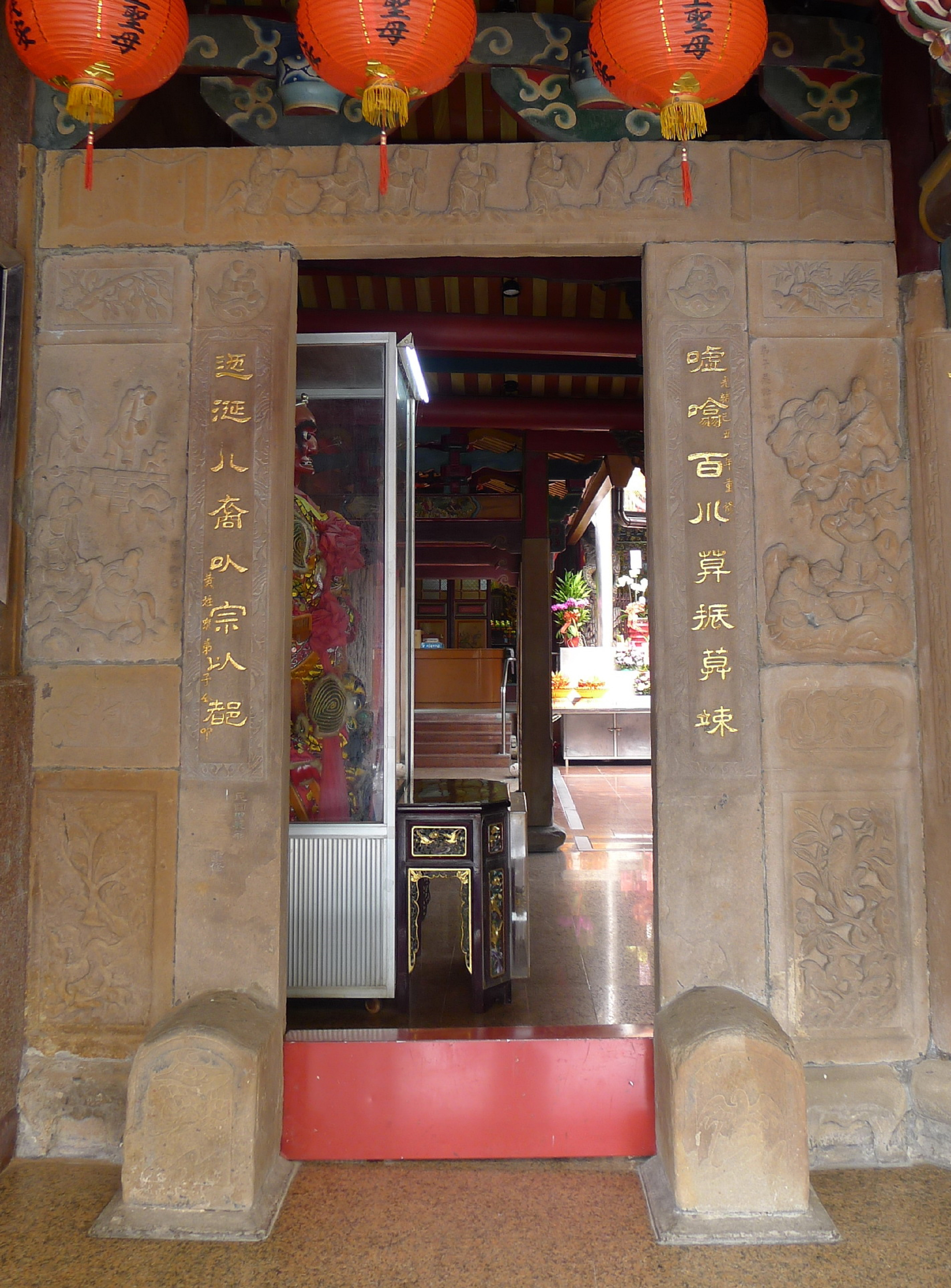
台灣宜蘭頭城慶元宮前殿的對聯．上聯是「噓噏百川」、「莫振莫竦」，下聯是「迤涎八裔」、「以宗以都」，這四句都出自《海賦》。

木華，字玄虛，生卒年不詳，西晋人，廣川（今河北棗強）人，曾任晉惠帝時太傅楊駿府的主簿。木華所著的《海賦》，列在《昭明文選》中，也是目前唯一仍在流傳的作品。《海賦》描述海的壯闊，也有對歷史、地理和神怪的描述，有研究者認為其中也有關於政治的諷喻。

## 外部連結
- 木华介绍及评价 國學大師網站